# Jaroslav Hrabal
Jaroslav Hrabal (8 settembre 1974) è un ex calciatore slovacco, di ruolo difensore.

## Carriera

### Nazionale
Il 18 agosto 1999 esordisce in nazionale contro Israele (1-0).